# Ella Purnell
Ella Purnell (ur. 17 września 1996 w Londynie) –  angielska aktorka, która wystąpiła m.in. w filmach: Osobliwy dom pani Peregrine, Czarownica i Armia umarłych.

## Życiorys
Uczyła się aktorstwa w szkole teatralnej Sylvii Young. W 2008 roku zdobyła rolę w musicalu Oliver!, którą grała przez rok w Theatre Royal przy Drury Lane.

## Filmografia

### Filmy
| Rok  | Tytuł                          | Rola            | Uwagi            |
| ---- | ------------------------------ | --------------- | ---------------- |
| 2010 | Nie opuszczaj mnie             | młoda Ruth      |                  |
| 2010 | Jak żyć wiecznie               | Kayleigh        |                  |
| 2011 | Candy                          | Candy           | krótkometrażówka |
| 2011 | Intruzi                        | Mia             |                  |
| 2013 | Kick-Ass 2                     | Dolce           |                  |
| 2014 | Dzika                          | MacKenzie       |                  |
| 2014 | Czarownica                     | młoda Diabolina |                  |
| 2015 | Cyberszantaż                   | Megan           | film TV          |
| 2016 | Osobliwy dom pani Peregrine    | Emma Bloom      |                  |
| 2016 | The Journey Is the Destination | Amy             |                  |
| 2017 | Churchill                      | Helen Garrett   |                  |
| 2017 | Access All Areas               | Mia             |                  |
| 2018 | UFO                            | Natalie         |                  |
| 2021 | Armia umarłych                 | Kate Ward       | film Netfliksa   |

### Seriale
| Rok        | Tytuł                        | Rola            | Uwagi                |
| ---------- | ---------------------------- | --------------- | -------------------- |
| 2018       | Ordeal by Innocence          | Hester Argyll   | miniserial, 3 odc.   |
| 2018-2019  | Sweetbitter                  | Tess            | gł. rola             |
| 2020       | Belgravia                    | lady Maria Grey | 6 odc.               |
| 2021-2023  | Yellowjackets                | Jackie          | w gł. obsadzie       |
| 2021-2024  | Star Trek: Prodigy           | Gwyn (głos)     | w gł. obsadzie       |
| 2021, 2024 | Arcane                       | Jinx (głos)     | w gł. obsadzie       |
| 2024       | Sweetpea                     | Rhiannon        | miniserial, gł. rola |
| 2024       | Niezwyciężony                | Jane (głos)     | 1 odc.               |
| od 2024    | Fallout                      | Lucy MacLean    | w gł. obsadzie       |
|            | Army of the Dead: Lost Vegas | Kate Ward       | w produkcji          |